# Великий монстр Варан
«Великий монстр Варан» (яп. 大怪獣バラン, Дайкайдзю баран) — японський чорно-білий художній науково-фантастичний фільм, знятий режисером Ісіро Хондою в 1958 році. Кінокартина належить до циклу фільмів про гігантських монстрів студії Toho. У фільмі вперше на екрані з'являється гігантський монстр (кайдзю) Варан.
В американський кінопрокат фільм вийшов 12 грудня 1962 року під назвою «Неймовірний Варан» і мав тривалість 70 хвилин. У США кінопрокатники істотно змінили сюжет фільму, полагодили японський фільм, з якого було видалено більшість оригінальних драматичних сцен. Були збережені сцени зі спецефектами і дозняті нові сцени американським режисером Джеррі Баервіцом за сценарієм Сіда Харіса. Ці нові епізоди знімалися в США за участю американських акторів.
Оригінальна японська версія фільму «Daikaijū Baran» була випущена в США на DVD компанією Tokyo Shock в 2005 році.

## Сюжет
Два японські студенти під час канікул виявили рідкісний вид метеликів, поширений тільки в районі річки Кітакамі у Японії. Наукова експедиція відправляється в Північно-Західний регіон Японського Тибету для вивчення метеликів у їх рідному середовищі проживання.
Доїжджаючи до місця, двоє дослідників натрапляють на село. Вони запитують місце розташування озера, але не отримують відповіді. Зрештою вони натрапляють на озеро і знаходять метеликів, але їх розчавлює щось потужне. Жителі села біля річки Кітакамі наполягають, що обидві смерті були наслідком гніву їхнього бога Барадагі-санджіна (гірського бога Барадагі).
Ще одна експедиція відправляється в цей район. Ця експедиція фінансується кінокомпанією «Таємниці 20 століття», організацією, яка прагне розкрити, що спричинило смерть двох дослідників. До експедиції входять репортери Мотохіко Хорігучі та Юріко Сінджо (Аюмі Сонода), сестра одного з вбитих чоловіків, та ентомолог на ім'я доктор Кенджі Уодзакі (Козо Номура).
Експедиція натрапляє на село. Місцевий священик попереджає мандрівників, що їхня присутність розлютить бога-монстра. Священника ніхто не слухає. Пізніше Кенджі та Хорігучі повертаються до села, щоб попросити допомоги у місцевих жителів, адже маленький хлопчик загубився в густому тумані. Кенджі та Хорігучі кажуть їм, що їхні переконання — це не що інше, як забобони. Оскільки священика не було поряд, жителі села погоджуються, але їх бог-чудовисько Варан виходить з озера. Перелякані жителі села тікають назад до своїх домівок, коли бог-чудовисько вбиває священика біля входу в село, а потім продовжує руйнувати хатини селян. Після руйнування Варан відступає до свого підводного лігва.
Повідомлення про існування монстра доходять до Токіо, і Національні сили оборони мобілізуються. Жителів села евакуюють, оскільки танки та наземні артилерійські підрозділи рухаються до озера. Незабаром після цього військові починають викидати токсини в озеро, щоб вигнати монстра.
План виявився успішним, і Варан виходить з води, коли танки та артилерія почали обстрілювати його. Звичайна зброя не впливає на монстра, і військові змушені відступити. Під час втечі на Юріко падає дереву, в той час як до неї прямує Варан. Кенджі ледве вдається врятувати свою колегу, і вони обидва втікають в печеру. Варан переслідує обох, пробуючи схопити Юріко та Кенджі своїми кігтями. Військо втручається, вистрілюючи феєрверками над головою монстра. Варан, приваблений їхнім світлом, піднімається на сусідню гору для того, щоб розглянути його. Опинившись на горі, монстр планерує до моря, за допомогою шкіряних перетинок.
Варан перекидає рибальський човен недалеко від Токіо. Національні сили оборони реорганізовуються, посилаючи ескадриль реактивних літаків на монстра. Монстру вдається знищити одного з них, який летів занадто близько. Варан занурюється під воду, і продовжує подорож до Токіо. Військові розміщюють військові кораблі в прилеглих водах, але артилерійським кораблям не вдається зупинити чудовисько.
Чудовисько виходить з води і негайно обстрілюється оточуючими силами, але штурм не зупиняє Варана. Кенджі веде вантажівку, наповнену спеціальним порошком для пістолетів, до аеропорту Ханеда. Чудовисько натикається на транспортний засіб, і Кенджі втікає. Варана збивають. Військові святкують перемогу, коли Варан встає і починає чергову атаку.
Військові знову стріляють феєрверками для привернення уваги монстра. Національні сили оборони стають свідками того, як Варан ковтає їх. Після цього військові кладуть бомбу зі спеціальним порошком до феєрверків. Варан ковтає їх. Незабаром перша бомба вибухає всередині Варана, через що він відступає. Друга бомба вибухає, коли чудовисько знаходилось під водою. Незабаром Національні сили оборони оголошують, що Варан остаточно знищений.

## Кайдзю
- Варан

## В ролях
- Кодзо Номура — Кендзі Юозакі
- Аюмі Сонода — Юріко Сіньйо
- Корея Сенда — доктор Сагімото
- Акіхіко Хірата — доктор, експерт по бомбам Фудзімора
- Фуюкі Міракамі — доктор, помічник Сагімото Мадзіма
- Йосіо Цутія — армійський офіцер Катсумото
- Міносуке Ямада — міністр оборони
- Хісайя Ітьо — брат Юріко Ітіро
- Йосіфуме Тадзіма — капітан
- Надао Кіріно — Ютака Вада
- Акіра Сєра — священик
- Акіо Кусама — армійський офіцер Кусама
- Норіко Хонма — мама Кена
- Акіра Ямада — Ісаку
- Фуміндо Мацуо — Хорігуті
- Сьодзі Убуката — Накао
- Току Іхара — солдат з ракетною установкою
- Йосікадзу Кавамата — Дзіро
- Ясухіро Сігенобу — Санкіті
- Такасі Ітьо — хлопчик Кен
- Харуо Накадзіма — Варан

## Виробництво
«Варан неймовірний» спочатку планувався як японська та американська копродукція для американського телебачення. Коли американці відмовилися фінансувати фільм, Тохо відновили зйомки в TohoScope. Це був єдиний фільм, знятий у «Toho Pan Scan» із співвідношенням сторін 2,35:1.
Під час зйомок актор Харуо Накадзіма, який грав Варана, був поранений внаслідок нещасного випадку з вибуховими речовинами, і його довелося замінити до кінця зйомки.

## Випуск
«Daikaijū Baran» вийшов у театрах Японії 14 жовтня 1958 року. Англійськомовна версія, створена Тохо, схоже, не була випущена в Північній Америці.
Американський театральний реліз відбувся 12 грудня 1962 року під назвою «Варан неймовірний» та тривав 70 хвилин. Сюжетна лінія фільму суттєво була змінена, пропускаючи більшу частину оригінальних драматичних кадрів, зберігаючи спецефекти та додаючи нові кадри. Він мало нагадує оригінал. Режисером фільму «Варан неймовірний» став Джеррі А. Бервіц за сценарієм Сіда Харіса, а в головних ролях — американський акторський склад, серед яких Майрон Хілі, Цуруко Кобаясі, Кліфорд Кавада та Дерік Сімазу.
Оригінальна японська версія фільму була випущена в 2005 році на домашнє відео в США компанією Tokyo Shock.

## Прийом
У сучасній рецензії Variety назвав фільм «не цікавішим» ніж «Ґодзілла», «Ґорґо» та «Динозавр!». Рецензія була створена на основі американської версії фільму, де вони заявили, що «Ні сценарій Гаріса, ні напрямок Баєріца не можуть підтримати інтерес».